# Inde aux Jeux olympiques d'hiver de 2006
L'Inde est représentée par quatre athlètes aux Jeux olympiques d'hiver de 2006 à Turin.

## Médailles
|      | Médaille d'or, Jeux olympiques | Médaille d'argent, Jeux olympiques | Médaille de bronze, Jeux olympiques | Total |
| ---- | ------------------------------ | ---------------------------------- | ----------------------------------- | ----- |
| Inde | 0                              | 0                                  | 0                                   | 0     |

## Épreuves

### Luge
- Shiva Keshavan

### Ski alpin
- Neha Ahuja
- Hira Lal

### Ski de fond
- Bahadur Gupta